# Martin Sogemeier
Martin Sogemeier (* 5. April 1893 in Bergkirchen im Fürstentum Lippe; † 26. Juni 1962 in Essen) war ein deutscher Wirtschaftsfunktionär.

## Leben und Tätigkeit
Sogemeier war ein Sohn des Hermann Heinrich Moritz Sogemeier und seiner Ehefrau Anna Marie Elisabeth. Er besuchte das Evangelisch Stiftische Gymnasium Gütersloh, wo er 1912 auch die Reifeprüfung ablegte. Sogemeier studierte Rechts- und Staatswissenschaften. Am Ersten Weltkrieg nahm er als Leutnant teil. 1918 arbeitete er in der Kriegsamtsstelle des stellvertretenden Generalkommandos in Münster und des Demobilmachungsamtes.
Anfang der 1920er Jahre erhielt Sogemeier eine Anstellung als stellvertretender Syndikus bei den Industrie- und Handelskammern in Bochum und Essen. Anfang 1922 wechselte er als Leiter der Berliner Geschäftsstelle des Zweckverbandes nordwestdeutscher Wirtschaftsvertretungen nach Berlin. Während dieser Zeit stand er in enger Beziehung zu Managern der Kohlenindustrie wie Paul Reusch sowie zu Wirtschaftsfunktionären wie August Heinrichsbauer und Hans Danckwerts.
Der Reichsminister für Volksaufklärung und Propaganda Joseph Goebbels berief Sogemeier im Oktober 1933 in den Verwaltungsrat des Werberats der deutschen Wirtschaft.
1938 wurde Sogemeier als Nachfolger von Löwenstein Geschäftsführer des Bergbauvereins (Vereins für die bergbaulichen Interessen) und der Bezirksgruppe Ruhr der Fachgruppe Steinkohlenbergbau, was er bis 1945 blieb. Seit 1942 war er zudem Geschäftsführer der RVK und Geschäftsführer der Bezirksgruppe Steinkohlenbergbau Ruhr der Wirtschaftsgruppe Bergbau. Nachdem Hitler am 19. März 1945 seinen sog. „Nero-Befehl“ zur Zerstörung jeglicher Infrastruktur erlassen hatte, war es Sogemeier gelungen, Paul Pleiger vom Unsinn dieses Befehls zu überzeugen, „Zwei entschlossene Männer hatten eine europäische Katastrophe verhütet“.
Nach dem Zweiten Weltkrieg kam Sogemeier nach Düsseldorf, wo er von 1945 bis 1949 in der Eisen- und Stahlindustrie als Syndikus tätig war. 1949 kehrte er zum Bergbau zurück, als er als Direktor der Abteilung „Absatz“ in die Deutsche Kohlenbergbau-Leitung (DKBL) in Essen berufen wurde.
Im Oktober 1950 wurde Sogemeier vom damaligen Wirtschaftsminister Ludwig Erhard zum Sonderbeauftragten für die Schließung der Kohlen-Versorgungslücke (auch bezeichnet als: Bundeskommissar für inländische Kohlenversorgung; Beauftragten für die Regelung des inländischen Kohlenverkaufs; Bundeskohlenkommissar) ernannt. Diese Stellung, in der er mit der Organisation der Verteilung der zu dieser Zeit knappen Kohlenversorgung in Westdeutschland befasst war, hatte er bis 1953 inne. Zu dieser Zeit saß er auch im Direktorium der Deutschen Kohlenbergbau-Leitung. Anschließend war er von 1953 bis 1955 Hauptgeschäftsführer des Unternehmensverbandes Ruhrbergbau sowie geschäftsführendes Vorstandsmitglied des Bergbauvereins.

## Schriften
- Die Entwicklung und Regelung des Arbeitsmarktes im rheinischwestfälischen Industriegebiet im Kriege und in der Nachkriegszeit. Jena 1922.
- Die öffentliche Hand in der privaten Wirtschaft. 1926. (eindringen der öffentlichen Hand in die private Wirtschaft)
- Die neue Gewerbesteuerverordnung in Preußen v. 6. Mai 1926. 1926.
- Grenzen zwischen öffentlicher und privater Wirtschaft. in: Das Problem der Wirtschaftsdemokratie. 1929.